# Archaeohippus
Archaeohippus (etimológicamente, caballo antiguo) es un género extinto de équidos de la subfamilia Anchitheriinae, con tres dedos en las patas. Como todos los miembros de esta subfamilia, son más primitivos que los caballos actuales.  Los fósiles de Archaeohippus aparecen en  Estados Unidos, en los estados de Nebraska, Oregón, California y Florida. También aparecen en Canadá y Panamá.
Se alimentaban básicamente de hojas. Es un género descendiente del género Miohippus, y su tamaño es bastante menor que este, con una tendencia evolutiva a perder talla. Se considera que está emparentado con el género Parahippus. 

## Historia taxonómica
La primera especie que se nombró se encontró en la Fauna Mascall del Mioceno de Cottowood Creek, en Oregón. Llamado Anchitherium ultimus, la especie la describe el paleontólogo E. D. Cope en 1886. Después de estudiar los équidos de la formación Mascall, el paleontológo J. W. Gidley incluyó esta especie en el nuevo género Archaeohippus, en 1906. En 1932 William Diller Matthew lo pasó a considerar un subgénero dentro de Parahippus, hasta que en 1933 D.F. Bode lo volvió a considerar un género, y añadió las nuevas especies A. mourningi y A. penultimus.